# Pentamerismus tauricus
Pentamerismus tauricus är en spindeldjursart som beskrevs av Livschitz och P. Mitrofanov 1970. Pentamerismus tauricus ingår i släktet Pentamerismus och familjen Tenuipalpidae. Inga underarter finns listade i Catalogue of Life.